# Erkki Koskela
Erkki Koskela (* 16. Dezember 1946 in Peräseinäjoki; † 28. Juni 2020 in Helsinki) war ein finnischer Wirtschaftswissenschaftler. Sein Forschungsschwerpunkt lag auf Öffentlichen Finanzen und Arbeitsmarktökonomik unter verschiedenen Gesichtspunkten, internationalem Outsourcing, Forst- und  Umweltökonomik, sowie Forschung zu Wirtschaftspolitik.
Koskela war ein gefragter Experte zu wirtschaftspolitischen Themen, etwa während der finnischen Wirtschaftskrise der 1990er Jahre, und gehörte einer von dem Ministerpräsidenten ernannten Arbeitsgruppe vor dem Beitritt Finnlands zur Europäischen Wirtschafts- und Währungsunion an. Über Jahrzehnte war er ein aktiver und angesehener Teilnehmer an öffentlichen, wirtschaftspolitischen Debatten.
Als eine der prominentesten wirtschaftspolitischen Persönlichkeiten der finnischen Nachkriegsgeneration, trug er zur Etablierung einer modernen, international ausgerichteten Wirtschaftswissenschaft Finnlands bei.

## Leben
Koskela wuchs in Peräseinäjoki auf und besuchte die Schule in Seinäjoki, wo er sein Abitur machte. Anschließend studierte er am Fachbereich Wirtschaftswissenschaften der Universität Helsinki. Dort erhielt er 1968 einen Master in Sozialwissenschaften, 1971 ein Lizenziat und promovierte 1976 in Sozialwissenschaften mit der Dissertation „A Study of Bank Behaviour and Credit Rationing“. Nach dem Erhalt seines Masterabschlusses wurde Koskela als Tutor in seinem Fachbereich tätig. Anfang 1971 wurde er Mitglied des Monetary Workshop, einer Forschungsgruppe unter Leitung des Wirtschaftswissenschaftlers Jouko Paunio. Paunios Forschungsgruppe stellte in den 1970er Jahren einen prägenden Einfluss auf viele, später renommierte finnische Wirtschaftswissenschaftler dar. Nach seiner Promotion besuchte er, im Zuge des Fulbright-Programmes, von 1976 bis 1977 die Princeton University. Von August bis Dezember 1977 war er Acting Associate Professor für Wirtschaftswissenschaften der Universität Helsinki. Von Januar 1978 bis August 1979 folgte eine Tätigkeit als Junior Researcher bzw. Senior Researcher an der Akademie von Finnland, bevor Koskela an die Universität Helsinki zurückkehrte, wo er ab September 1979 er Acting Professor und dann ab dem 1. August 1980 dann Associate Professor für Wirtschaftswissenschaften war. 1981 wurde er zum Professor der Wirtschaftswissenschaften an der Universität Helsinki berufen. Von 1983 bis 1988, sowie erneut im Jahr 1997 war er Vorsitzender des Fachbereiches Wirtschaftswissenschaften seiner Universität. 2006 wurde Koskela von der Akademie von Finnland für fünf Jahre zum „Akademieprofessor“ berufen.
Als Hochschullehrer absolvierte Koskela eine Vielzahl von Forschungsaufenthalte an verschiedenen Institutionen und Universitäten im In- und Ausland. Dies umfasste unter anderem die Forschungsabteilung der Bank von Finnland, das Center for Economic Studies an der Volkswirtschaftlichen Fakultät der Ludwig-Maximilians-Universität München, die Otto-von-Guericke-Universität Magdeburg und die Virginia Polytechnic Institute and State University.
Von 1995 bis 1999 war er Mitglied des Rates der Europäischen Ökonomischen Vereinigung. Des Weiteren war er Juror für den Yrjö-Jahnsson-Preis. Innerhalb der Finnischen Akademie der Wissenschaften, deren Mitglied er seit 1993 war, gehörte er dem Vorstand an und bekleidete von 2005 bis 2010 den Posten des Schatzmeisters.
Er war Associate Editor (Mitherausgeber) des Scandinavian Journal of Economics (1984–1994), der Finnish Economic Papers (1988–2000), von Forest Science (2001–2004) und von CESifo Economic Studies (2003–2010). 2006 war er Guest Editor in FinanzArchiv. Des Weiteren war er Mitglied im Editorial Board der Fachzeitschriften Finnish Economic Journal (1987–1992), The Open Forest Science Journal und Open Forest Science Letters.
2000 wurde er zum Mitglied der Academia Europaea gewählt. Die Universität Oulu verlieh ihm 2002 einen Ehrendoktor. 2003 wurde er Research Fellow des Forschungsinstitutes zur Zukunft der Arbeit.
Koskela starb am 28. Juni 2020 in Helsinki nach langer Krankheit.

### Forschungs- und Lehrtätigkeit
Koskelas Forschungsschwerpunkt lag auf Öffentlichen Finanzen und Arbeitsmarktökonomik unter verschiedenen Gesichtspunkten, internationalem Outsourcing, Forst- und Umweltökonomik, sowie Forschung zu Wirtschaftspolitik. Seine Forschungstätigkeit umfasste hierbei ein breites Spektrum. Er veröffentlichte theoretische und empirische Forschungsarbeiten zu Themen wie Kreditmarkt, Sparverhalten, Makroökonomie, Besteuerung und Arbeitsmarkt sowie Umwelt und natürliche Ressourcen.
Koskelas Forschung Betrachtungen zum Sparverhalten verlagerten sich in den 1980er Jahren auf die empirische Forschung. Diese Verlagerung ergab sich aus Beobachtungen eines Rückgangs der Sparquote in vielen Ländern zu dieser Zeit. Gleichzeitig variierte das Ausmaß dieses Rückgangs von Land zu Land. Die von Koskela geleiteten empirischen Forschungsprojekte zum Sparverhalten gehörten zu dieser Zeit zu den ersten systematischen, langfristigen Forschungsprogrammen in Finnland.
Seine Forschung zur allgemeineren Themen der Makroökonomie aus empirischer als auch aus theoretischer Sicht, umfassten etwa empirische Studien über die Abhängigkeit zwischen Bruttoinlandsprodukt und Inflation, die empirische Arbeit über Inflation und Geldnachfrage und das theoretische Modell zur Abschwächung makroökonomischer Schwankungen durch Besteuerung. Die Wirtschaftsdepression die Finnland in den 1990er Jahren traf, hatte erhebliche Auswirkungen auf Koskelas Forschung im Bereich der Makroökonomie. Er begann die Faktoren, die in Finnland die Wirtschaftsdepression beeinflussten, empirisch zu untersuchen. Mit seiner Arbeit hierzu fand er international Aufmerksamkeit.
Seit den frühen 1980er Jahren beschäftigte sich Koskela auch mit verschiedenen Steuerthemen. Besteuerungsstruktur, Progression und Steuerhinterziehung gehörten hierbei zu seinen Hauptinteressen.
Eine seiner recht bekannten Studien, befasste sich mit den Auswirkungen der Steuerstruktur und den daraus resultierenden Veränderungen auf die Risikobereitschaft von Wirtschaftsakteuren.
Anfang der 1990er Jahre verlagerte sich Koskelas Forschungsinteresse zunehmend auf die Bedeutung von Marktunvollkommenheiten, unter Berücksichtigung von Aspekten wie Gewerkschaften, Öffentlichen Finanzen und anderen Themen. Seine Studien der finnischen Wirtschaft beleuchteten etwa die Auswirkungen gewerkschaftlicher Lohnverhandlungen, auf Besteuerungen und den Rest der Wirtschaft. Seine theoretische Studie über die Auswirkungen der Steuerprogression auf die Arbeitslosigkeit fand internationale Anerkennung. In späteren Forschungsarbeiten konzentrierten er sich auch auf Marktunvollkommenheiten unter Berücksichtigung von Umweltbesteuerung.
Ab der Jahrtausendwende widmete sich Koskela zunehmend der Umwelt- und Ressourcenökonomik. Seine Beiträge hierzu lassen sich grob in zwei Hauptthemen unterteilen. Zum einen die Analyse der Waldnutzung und zum anderen die Analyse der Auswirkungen des Zinsrisikos auf die Dauer des optimalen forstwirtschaftlichen Zyklus der Waldressourcen. Aus seiner Analyse der Waldnutzung ließen sich wirtschaftspolitische Instrumente beschreiben, um die private Forstwirtschaft in Richtung Sozialer Effizienz zu lenken. Während die Dauer optimaler forstwirtschaftlichen Zyklen der Waldressourcen unter dem Aspekt zufälliger Zeitintervalle bereits in der forstwirtschaftlichen Literatur bekannt waren, stellte seine Analyse der Auswirkungen des Zinsrisikos ein Novum dar.
Neben seiner Forschungstätigkeit hatte Koskela durch seinen Beitrag zur postgradualen Ausbildung in Wirtschaftswissenschaften eine tiefergehende Wirkung auf die Fachgebiet in Finnland. Im Laufe seiner wissenschaftlichen Karriere betreute er mehr als 50 Doktoranden. Er war erst Co-Leiter (1995–2004), dann Leiter (2004–2008) des nationalen Exzellenzzentrums, dem Research Unit of Economic Structures and Growth (RUESG). Des Weiteren bekleidete er Führungspositionen im Finnish Doctoral Programme in Economics (FDPE) und dem Helsinki Center for Economic Research (HECER).
Während seiner gesamten wissenschaftlichen Laufbahn hatte Koskela stets großes Interesse für die im Bereich der Wirtschaftswissenschaften getätigte Forschung. Seine Forschungsarbeit zeichnet sich durch eine umfassende Kenntnis der Wirtschaftsliteratur und die aktive Verfolgung neuer Forschungsergebnisse aus. Dies brachte ihm unter seinen Kollegen den Ruf einer „wandelnden Bibliothek“ ein.